# Symethinae
Symethinae zijn een onderfamilie van krabben (Brachyura) uit de familie Raninidae.

## Geslachten
De Symethinae omvatten slechts één geslacht:
- Symethis Weber, 1795